# Beatriz Peschard
Beatriz Peschard Mijares es una arquitecta mexicana. Fundó el estudio de arquitectura Bernardi Peschard Arquitectura en 2000 y se ha centrado principalmente en proyectos residenciales y hoteleros de lujo. Sus diseños, como la Casa AA315 en Ciudad de México, utilizan motivos de arquitectos icónicos como Mies van der Rohe.
Muchos de los diseños de Peschard, incluida la Casa AA315, incorporan el paisaje circundante con un diseño ultra lujoso modernista. La combinación de naturaleza y modernismo de Peschard ha recibido una gran aceptación. En 2020, ganó el Créateurs Design Award al Mejor Diseño Residencial para Country House Valle de Bravo.
Peschard es miembro del consejo editorial de Architectural Digest México.

## Biografía
Nacido en Ciudad de México, Peschard viajaba frecuentemente cuando era una niña. El arte y la cultura global fueron sus principales influencias. Peschard ha observado que su trayectoria hacia la arquitectura comenzó cuando tenía ocho años y diseñó una piscina para construir en el lote vacío al lado de la casa de su familia.
Peschard estudió arquitectura en la Ciudad de México en Universidad Anáhuac México y fue enseñada por los arquitectos más famosos del siglo XX de México, incluidos Mario Pani, José Luis Calderón Cabrera, Héctor Bracho y Sara Topelson. Sus influencias principales son Luis Barragán, Richard Meier y Aldo Rossi, aunque Peschard ha declarado que su inspiración de la arquitectura clásica se combina con el ingenio creativo para "encontrar la fórmula para hacer algo nuevo."
Mientras estudiaba en Universidad Anáhuac México, Peschard conoció a Alejandro Bernardi, con quien luego se casó. Bernardi cofundó Bernardi + Peschard Arquitectura con Peschard en 2000. Peschard dijo que estar casado con su pareja trae "corazón" a su trabajo. Su familia fue una influencia significativa en el desarrollo de su estilo, ya que declaró: "En mi familia siempre me enseñaron a trabajar y que los retos te hacen aprender, te enriquecen."
Su incorporación de la esfera personal en proyectos profesionales ha resultado en una profunda pasión por buscar un equilibrio entre durabilidad, neutralidad y atemporalidad, arraigada en el propio equilibrio de Peschard entre " la vida en familia, el ser mamá y su trabajo."

## Carrera
Peschard ha diseñado casas privadas, proyectos residenciales y oficinas corporativas de uso mixto en México desde 1991. En entrevistas, ha declarado que cree que Ciudad de México es un espacio con una ubicación única para la experimentación arquitectónica. Este profundo sentido de la importancia de correr riesgos ha dado como resultado su estilo ultra lujoso modernista, que incorpora un diseño minimalista perfectamente equilibrado con el entorno natural circundante.
Sus diseños de interiores a menudo "giró en torno al arte" y sus edificios han incluido piezas de Hengue, Ceccotti, Minotti y Christophe Delcourt. Según Architectural Digest, la armonía del espacio en sus diseños se logra debido "a la aplicación de una paleta cromática sobria, en donde convergen tonalidades grises y un contraste de maderas naturales." Peschard declaró: "Se han procurado transmitir sensaciones de tranquilidad y belleza en todos los espacios del proyecto."
Peschard ha abogado por un diseño arquitectónico que refleje mejor los deseos de sus futuros ocupantes. Ella dijo: "Aunque el trabajo pueda estar firmado por nosotros, es el cliente quien lo va a habitar, por eso lo tenemos siempre en mente."  Peschard dice que sus proyectos "reflejar un estilo de vida refinado" con "una comunión perfecta entre el interior y el exterior".
En 2017, dijo que es importante "Tratar de inventar cosas nuevas, no copiar ni al mexicano ni al extranjero... [sino] buscar en nuestra historia y combinar lo que encontremos con los avances tecnológicos y de técnicas para crear algo personal e innovador."

## Premios
- 2005 | AD México, Íconos del Diseño Award (Mejor arquitectura corporativa)[9]
- 2017 | AD México, Íconos del Diseño Award (Mejor arquitectura residencial) - AA315 House[10]
- 2020 | Créateurs Design Award (Mejor diseño residencial) - Country House Valle de Bravo[3]